# École des ingénieurs de la ville de Paris
 (février 2023).
L’École des Ingénieurs de la Ville de Paris (EIVP) est l'une des 204 écoles d'ingénieurs françaises accréditées au 1er septembre 2020 à délivrer un diplôme d'ingénieur. En janvier 2020, l'EIVP est l'un des fondateurs (avec l'ENSG, l'ENSA Paris-Est, l'ESIEE, l'IFSTTAR et l'UPEM) de l'université Gustave-Eiffel qui se classe parmi les premières universités françaises en génie civil et dans les domaines des transports (classement de Shangaï).
En 2021, l'EIVP est classée 3e du palmarès du Figaro Étudiant des écoles d'ingénieurs françaises dans la catégorie BTP, Génie Civil, Construction et 8e dans la catégorie Environnement. 
L'EIVP est une école publique placée sous la tutelle de la Ville de Paris. Fondée en 1959, elle mène une double mission de formation, initiale et continue, et de recherche sur les problématiques urbaines. Elle est membre de la Conférence des grandes écoles. Son diplôme est habilité par la Commission des titres d'ingénieur depuis 1971.
L'EIVP couvre l'ensemble des domaines du génie urbain : construction, génie civil, aménagement d'espaces publics, programmation urbaine et architecturale, transport et mobilité, infrastructures et réseaux, outils numériques et gestion des données urbaines, qualité de l’environnement, économie circulaire, résilience, énergies en ville, gestion des eaux pluviales et usées... Les diplômés de l'EIVP forment un corps appelé ingénieurs de la ville de Paris.
Elle est, avec l'École supérieure de physique et de chimie industrielles de la ville de Paris, l'une des deux écoles d'ingénieurs de la Ville de Paris.
En 1986, l’école s’ouvre aux élèves dits « civils » qui constituent désormais plus de 80 % de chaque promotion, et à l'international, en concluant des conventions d'échanges avec de nombreux établissements d'enseignement supérieur et de recherche à travers le monde.

## Histoire

### Les ingénieurs et la ville de Paris
Jean-Rodolphe Perronet crée en 1747 l’École royale des Ponts et Chaussées qui a vocation à former des ingénieurs à la conception et la construction des ponts, de routes ainsi que de canaux.
Devenue « nationale » après la Révolution, cette école contribuera à faire reconnaître le génie civil comme un domaine autonome des sciences et techniques de la construction. Quoique « relativement étranger, voire hostile dans un premier temps, à la question urbaine, qu’il conçoit comme un domaine rebelle à toute conception rationnelle et incontrôlable sur le plan social, technique ou économique, le corps des Ponts et Chaussées va pénétrer en force les services municipaux sous le second Empire et jeter les bases d'un service public urbain de type nouveau, développé et consolidé sous la IIIe république ». À Paris même, les ingénieurs des Ponts et Chaussées seront très largement mobilisés dans le cadre des projets haussmanniens et acquerront leurs lettres de noblesse à travers notamment les figures des ingénieurs Adolphe Alphand et Eugène Belgrand. 
On assiste à la constitution d’un génie rural à travers la réalisation des travaux d’irrigation lancés à partir des années 1870 pour endiguer la crise que connaît alors l’agriculture ; les ingénieurs des Ponts et Chaussées jouant un rôle actif. En 1919, l’École supérieure de génie rural, aujourd'hui École nationale du génie rural, des eaux et des forêts, est créée. De même pour le génie urbain, l'École des ingénieurs de la préfecture de la Seine voit le jour le 13 octobre 1959, ainsi que le corps des ingénieurs de la ville de Paris. 
À l'instar de l’École Nationale des Travaux Publics de l’État, créée en 1954, elle s'installe dans les locaux de l’École Spéciale des Travaux Publics boulevard Saint-Germain. L'homologie entre les deux corps d'ingénieurs, parisien et d’État, date de cette origine commune. Au départ réservée aux besoins municipaux, elle s'ouvre en 1988 aux élèves non fonctionnaires, destinés à travailler dans le secteur privé ou dans d'autres collectivités.

### Une école pour les ingénieurs de la ville de Paris
Devenue l'École des ingénieurs de la ville de Paris, cette école est destinée à former des ingénieurs spécialisés en génie urbain pour accompagner le mouvement de rénovation engagée dans Paris. Le plan d’urbanisme directeur de Paris de 1967 prévoit la reconstruction de près des deux tiers de Paris. La capitale doit à la fois moderniser et compléter en profondeur les grands ouvrages hérités de la fin du XIXe et du début du XXe siècle, tout en innovant pour s’adapter au développement de nouvelles technologies constructives adaptées au milieu urbain dense.
Les enseignements portent sur les besoins concrets de la ville : la signalisation, les matériaux innovants, etc., cours d’autant plus pratiques qu’ils sont pour la plupart assurés par d’anciens en activité à la ville de Paris. La formation n’a cessé d’évoluer en même temps que la ville de Paris, adaptant ses ingénieurs aux évolutions du contexte urbain.
Souhaitant garder son implantation dans Paris intra-muros et profitant du développement des quartiers de l'Est parisien, l'établissement s'établit dans le 19e arrondissement de Paris, rue Rébeval quittant ainsi le 15 rue Fénelon (10e) dont les locaux ont été repris par Paris College of Art. Les locaux, une ancienne usine Meccano, étaient occupés par l'École nationale supérieure d'architecture de Paris-Belleville. Le 19 février 2013, l'inauguration a lieu en présence du maire de Paris Bertrand Delanoë.
L’école est associée à l'université Paris-Est depuis 2009. Elle est membre du consortium Paris-Est FUTURE labellisée I-SITE en 2017. Dans cadre, elle cofonde l'université Gustave-Eiffel au 1er janvier 2020 avec l'ENSG, l'ENSA Paris-Est, l'ESIEE, l'IFSTTAR et l'UPEM. En 2021, l'établissement se classe dans le top 50 mondial en génie civil et dans les domaines des transports (classement de Shangaï) et au premier rang français dans ces deux thématiques.

## Formations initiale et continue
L'école dispense plusieurs formations :
- diplôme d'ingénieur en génie urbain ;
- diplôme d'Ingénieur et d'Architecte en partenariat avec École nationale supérieure d'architecture de Paris-La Villette ;
- formation d'Assistant en Architecture ;
- licence professionnelle en aménagement urbain ;
- mastères spécialisés : Technologies de l’information et génie urbain (URBANTIC), Gestion des eaux usées et pluviales en partenariat avec l'ENGEES (URBEAUSEP) ;
- diplôme de programmation architecturale, urbaine et en génie urbain (D-PRAUG) ;
- formation continue ;
- formation initiale (en particulier des techniciens supérieurs de la Ville de Paris) ;
- validation des acquis de l'expérience.

### Cycle Ingénieur en génie urbain
Les semestres à l'EIVP s'organisent autour de thématique particulières et qui permettent à l'étudiant de développer ses connaissances et compétences. 

### Études urbaines
Cette étude fait l'objet d'un rapport chaque année, qui est fourni à tous les collaborateurs lors d'une conférence finale.

## Recrutement

### Admission
L’école recrute par différentes voies :
- concours commun Mines-Ponts (écrit et, depuis 2021, oral) pour les élèves des classes préparatoires scientifiques (MP, PC et PSI). Les oraux étaient organisés par le concours TPE-EIVP jusqu'en 2020 ;
- concours G2E (à partir de 2025) pour les élèves des classes Préparatoires BCPST ;
- concours CCINP pour les élèves issus des CPGE TSI ;
- admission sur titre (dossier et entretien) pour les titulaires de Licence 3 et Master 1 scientifiques ainsi que les élèves des classes préparatoires scientifiques PT et ATS ;
- concours interne réservé à tout fonctionnaire justifiant de trois années d'expérience pour deux postes.

Environ 110 places sont disponibles chaque année en cycle ingénieur, 12 places pour le double diplôme ingénieur/architecte (dont 2 places pouvant être ouvertes aux étudiants fonctionnaires) et 12 places pour architecte/ingénieur.

### Statut des élèves
Les élèves recrutés peuvent être fonctionnaires ou non-fonctionnaires :
- les élèves ingénieurs fonctionnaires sont rémunérés dès leur première année de scolarité et s'engagent en contrepartie à travailler pour la Ville de Paris ou une autre collectivité. L'engagement est de 8 ans à compter de leur date de titularisation (c'est-à-dire à leur sortie de l'école) dont au moins 5 ans à la Ville de Paris. Le salaire mensuel brut avant impositions d'un élève-ingénieur fonctionnaire admis via le concours externe est de 1 600 €. Seules 17 places sont proposées chaque année pour les élèves ingénieurs fonctionnaires. Parmi ceux-ci se trouvent des fonctionnaires expérimentés ayant réussi un concours dit interne ;
- les élèves ingénieurs non fonctionnaires sont parfois appelés « élèves civils ». Ils ne sont pas rémunérés pendant leur scolarité et travailleront à leur sortie d'école dans le secteur privé ou public. L'EIVP a ouvert sa formation aux élèves non-fonctionnaires en 1986. Aujourd'hui, la majorité des élèves de l'EIVP sont non fonctionnaires.

## International
L'École compte chaque année entre 10 et 15 % d’élèves internationaux.
L'EIVP a conclu des partenariats avec une quarantaine d'établissements d'enseignement supérieur et de recherche internationaux. Tous sont reconnus nationalement et internationalement dans les domaines du génie civil, de l'urbanisme ou du génie urbain. Les étudiants en cursus ingénieur doivent partir pendant au moins trois mois dans une expérience internationale, et les fonctionnaires sont invités à passer par une expérience dans le secteur privé.

## Classements
| Nom             | 2018           | 2019 (Rang)    | 2020 (Rang)                                   | 2021                                                                                              | 2022          | 2023 | 2024                                |
| --------------- | -------------- | -------------- | --------------------------------------------- | ------------------------------------------------------------------------------------------------- | ------------- | ---- | ----------------------------------- |
| Figaro Étudiant |                |                | 9e (catégorie BTP, Construction, génie Civil) | 3e (catégorie BTP, Construction, génie Civil) 8e (catégorie Environnement, Développement Durable) |               |      | 60e (écoles d'ingénieur post-prépa) |
| L’Étudiant      | 151 (groupe C) | 156 (groupe C) | 96 (groupe B)                                 | 103 (groupe B)                                                                                    | 83 (groupe B) | 49   | 48                                  |
| Usine Nouvelle  | 117            | 120            | 98                                            | 82                                                                                                | 97            | 60   | 85                                  |
| Daur Rankings   |                |                | 35                                            | 46                                                                                                | 37            | 92   |                                     |

## Anciens élèves
- Édouard Fritch, IVP 18, président de l'Assemblée de la Polynésie française.